# Вірменія на Євробаченні Юних Музикантів
Вірменія брала участь у Євробаченні юних музикантів, що проводиться кожні два роки, всього два рази з моменту свого дебюту в 2012 році, де зайняла 3-є місце. Країна повернулася після дванадцятирічної відсутності у 2024 році.

## Учасники
Умовні позначення
     Переможець
     Друге місце
     Третє місце
     Не пройшла до фіналу
     Участь скасовано
     Не брала участі
| Рік                               | Місце проведення | Учасник       | Інструмент | Результат | Півфінал       |
| --------------------------------- | ---------------- | ------------- | ---------- | --------- | -------------- |
| 2012                              | Відень           | Нарек Казазян | Канун      | 3         | -              |
| Не брала участі в 2014-2022 роках |                  |               |            |           |                |
| 2024                              | Буде             | Айк Хекекян   | Гобой      | -         | Без півфіналів |